# Songs of Experience
Songs of Experience  — четырнадцатый студийный альбом ирландской рок-группы U2, вышедший 1 декабря 2017 года.
6 сентября был представлен первый сингл «You’re the Best Thing About Me». С группой работали различные продюсеры, включая таких как Стив Лиллиуайт, Райан Теддер, Jacknife Lee, Jolyon Thomas и Энди Барлоу.

## Об альбоме
После окончания концертного тура «Innocence + Experience Tour» в декабре 2015 года группа посвятила себя работе над песнями Songs of Experience  на протяжении 2016 года.
В феврале 2016 года в журнале «Q», Edge предположил, что их существующие песни могут быть завершены в течение четырёх-шести недель, но сказал, что им нужно написать дополнительный материал. В этой статье Боно обсудил две новые песни: «Landlady» и «Where The Shadows Fall». В марте группа работала над записью с продюсером Джойлионом Томасом (Jolyon Thomas) в арендованном особняке викторианской архитектуры в Киллини, богатом приморском пригороде Дублина. Они оснастили дом самодельной звукозаписывающей студией и устроили джем в гостиной, выходящей на залив. Маллен использовал второй набор ударных, расположенный на лестнице.
Боно написал тексты песен в виде серии писем людям и местам, самым близким к его сердцу. Он сказал: «Я хотел, чтобы люди, которых я любил точно знали, как я чувствовал». Он также заимствовал идею у поэта Уильяма Блейка, чтобы сравнить себя как невинного человека с человеком, которого они пережили.
В апреле 2017 года Клейтон сказал для журнала Mojo, что были подготовлены 15 или 16 песен, которые были претендентами на альбом, но часть из них они все ещё надеялись сократить до 12. В статье упоминаются новые песни под названиями «The Showman», «Summer of Love» и «The Best Thing About You Is Me» [sic].

### Задержка и доработка
Группа планировала выпустить Songs of Experience в четвёртом квартале 2016 года, но в конечном итоге решила отложить его; после сдвига глобальной политики в консервативном направлении, особенного после британского Brexit, или Референдума о Выходе Великобритании из Европейского союза и президентских выборов в США 2016 года, группа решила переоценить интонации и общую атмосферу альбома. Эдж сказал: «Мы внезапно поняли, что мир изменился».
Также высказался Боно: «Новые песни были почти готовы, и тогда мир вдруг изменился. Это очень личный альбом, и он не станет политическим альбомом в одночасье, но теперь он должен пройти через фильтр того, что произошло в остальном мире». По словам Эджа, большая часть результирующих изменений в песнях касалась лирического компонента, а некоторые были очень тонкими, лишь подчеркивая или лучше выражая общую идею.
Он также указал, что группа может написать одну или две новые песни.

## Релиз и продвижение
В июле 2017 года во время посещения Амстердама в рамках турне Joshua Tree Tour 2017, группа U2 сняла музыкальное видео для песни «You're the Best Thing About Me». В августе газета The Irish Sun сообщила, что эта песня выйдет 8 сентября 2017 года в качестве первого и сингла с альбома Songs of Experience, а сам альбом выйдет 1 декабря, чтобы совпасть с Всемирным днём борьбы со СПИДом (World AIDS Day) в рекламной связи с Product Red, брендом, соучредителем которого является Боно, чтобы помочь бороться с ВИЧ-инфекцией.
29 августа 2017 года группа выложила онлайн краткий видеоклип новой песни «The Blackout» и анонсировала, что премьера её в полном виде пройдёт через день на канале Facebook Live; группа также анонсировала, что «You’re the Best Thing About Me» выйдет как первый синнгл с альбома Songs of Experience 6 сентября. 30 августа группа представила видео, показывающее живое исполнение «The Blackout». Через неделю, 6 сентября вышел сингл «You’re the Best Thing About Me» и была подтверждена дата 1 декабря для выхода альбома Songs of Experience в статье об альбоме в газете New York Times. 7 сентября группа исполнила песню «You’re the Best Thing About Me» в телепрограмме The Tonight Show Starring Jimmy Fallon, а 3 дня спустя выступила с ней в живую во время концерта в Индианаполисе в рамках турне Joshua Tree Tour 2017.

## Отзывы
| Совокупная оценка    | Совокупная оценка |
| Источник             | Оценка            |
| -------------------- | ----------------- |
| Metacritic           | 65/100            |
| Оценки критиков      |                   |
| Источник             | Оценка            |
| AllMusic             | [ 14 ]            |
| The A.V. Club        | D+                |
| Consequence of Sound | C–                |
| The Daily Telegraph  | [ 17 ]            |
| The Guardian         | [ 18 ]            |
| Hot Press            | 9/10              |
| Mojo                 | [ 20 ]            |
| NME                  | [ 21 ]            |
| Q                    | [ 22 ]            |
| Rolling Stone        | [ 23 ]            |

Songs of Experience получил положительные отзывы музыкальных критиков и интернет-изданий: Metacritic (65 из 100 баллов), Mojo, Q, Hot Press, The Daily Telegraph, Rolling Stone. Журнал Rolling Stone назвал Songs of Experience третьим лучшим альбомом 2017 года в своём итоговом годовом списке «50 Best Albums of 2017».
Более критические отзывы дали журнал NME, Consequence of Sound, The A.V. Club. Сергей Степанов («Афиша Daily») отметил замещение ясности идей желанием «что-то сказать, когда сказать особо нечего».

## Коммерческий успех
Songs of Experience дебютировал на первом месте в американском хит-параде Billboard 200 с тиражом 186,000 альбомных эквивалентных единиц, включая 180,000 истинных продаж. Он стал 8-м чарттоппером группы в США, это 3-й показатель среди всех групп в истории, а сами U2 стали первой группой, имеющей альбомы № 1 во все последние четыре десятилетия 1980-е, 1990-е, 2000-е и 2010-е. Ранее Billboard 200 возглавляли альбомы No Line on the Horizon, How to Dismantle an Atomic Bomb (2004), Pop (1997), Zooropa (1993), Achtung Baby (1991), Rattle and Hum (1988) и The Joshua Tree (1987). Диск также дебютировал на вершине канадского чарта Canadian Albums Chart с тиражом 24,000 копий среди суммарного тиража 25,000 единиц и стал 6-м чарттоппером группы в Канаде в эру Nielsen SoundScan. В британском чарте UK Albums Chart альбом дебютировал на позиции № 5 с тиражом 40,669 копий в первую неделю.

## Список композиций
| №                   | Название                                  | Длительность |
| ------------------- | ----------------------------------------- | ------------ |
| 1.                  | «Love Is All We Have Left»                | 2:41         |
| 2.                  | «Lights of Home»                          | 4:16         |
| 3.                  | «You're the Best Thing About Me»          | 3:45         |
| 4.                  | «Get Out of Your Own Way»                 | 3:58         |
| 5.                  | «American Soul»                           | 4:21         |
| 6.                  | «Summer of Love»                          | 3:24         |
| 7.                  | «Red Flag Day»                            | 3:19         |
| 8.                  | «The Showman (Little More Better)»        | 3:23         |
| 9.                  | «The Little Things That Give You Away»    | 4:55         |
| 10.                 | «Landlady»                                | 4:01         |
| 11.                 | «The Blackout»                            | 4:45         |
| 12.                 | «Love Is Bigger Than Anything in Its Way» | 4:00         |
| 13.                 | «13 (There Is a Light)»                   | 4:19         |
| Общая длительность: | Общая длительность:                       | 51:07        |

| №                   | Название                                     | Длительность |
| ------------------- | -------------------------------------------- | ------------ |
| 14.                 | «Ordinary Love» (Extraordinary Mix)          | 3:47         |
| 15.                 | «Book of Your Heart»                         | 3:55         |
| 16.                 | «Lights of Home» (St Peter's String Version) | 4:33         |
| Общая длительность: | Общая длительность:                          | 63:22        |

| №                   | Название                                       | Длительность |
| ------------------- | ---------------------------------------------- | ------------ |
| 17.                 | «You're the Best Thing About Me» (U2 vs. Kygo) | 4:16         |
| Общая длительность: | Общая длительность:                            | 67:38        |

| №                   | Название                            | Длительность |
| ------------------- | ----------------------------------- | ------------ |
| 18.                 | «The Blackout» (Jacknife Lee Remix) | 7:18         |
| Общая длительность: | Общая длительность:                 | 74:57        |

## Участники записи
U2
- Боно — вокал, автор
- Эдж — гитара, бэк-вокал, автор
- Адам Клейтон — бас-гитара, автор
- Ларри Маллен-мл. — ударные, перкуссия, автор

## Чарты
| Чарт (2017)                         | Высшая позиция |
| ----------------------------------- | -------------- |
| Австралия (ARIA)                    | 5              |
| Австрия (Ö3 Austria)                | 2              |
| Бельгия/Фландрия (Ultratop)         | 1              |
| Бельгия/Валлония (Ultratop)         | 2              |
| Канада (Canadian Albums, Billboard) | 1              |
| Чехия (ČNS IFPI)                    | 2              |
| Дания (Hitlisten)                   | 2              |
| Нидерланды (Album Top 100)          | 1              |
| Финляндия (Suomen virallinen lista) | 6              |
| Франция (SNEP)                      | 2              |
| Германия (Offizielle Top 100)       | 2              |
| Греция (IFPI)                       | 6              |
| Венгрия (MAHASZ)                    | 7              |
| Ирландия (IRMA)                     | 1              |
| Италия (Classifica album)           | 2              |
| Новая Зеландия (RMNZ)               | 9              |
| Норвегия (VG-lista)                 | 5              |
| Польша (ZPAV)                       | 4              |
| Португалия (AFP)                    | 1              |
| Шотландия (Scottish Albums Chart)   | 3              |
| Испания (PROMUSICAE)                | 2              |
| Швеция (Sverigetopplistan)          | 2              |
| Швейцария (Schweizer Hitparade)     | 2              |
| Великобритания (UK Albums Chart)    | 5              |
| США (Billboard 200)                 | 1              |

| Чарт (2017)                        | Позиция |
| ---------------------------------- | ------- |
| Australian Albums (ARIA)           | 74      |
| Austrian Albums (Ö3 Austria)       | 48      |
| Belgian Albums (Ultratop Flanders) | 41      |
| Belgian Albums (Ultratop Wallonia) | 34      |
| Danish Albums (Hitlisten)          | 87      |
| Dutch Albums (MegaCharts)          | 16      |
| German Albums (Offizielle Top 100) | 42      |
| Italian Albums (FIMI)              | 15      |
| Swiss Albums (Schweizer Hitparade) | 84      |
| UK Albums (OCC)                    | 82      |

| Чарт (2018)                        | Позиция |
| ---------------------------------- | ------- |
| Belgian Albums (Ultratop Flanders) | 101     |
| Belgian Albums (Ultratop Wallonia) | 81      |
| Italian Albums (FIMI)              | 57      |
| Swiss Albums (Schweizer Hitparade) | 24      |

## Сертификации
| Регион | Сертификация  | Продажи  |
| --- | ------------- | -------- |
| Австрия (IFPI Austria)                                                                                                   | Золотой       | 7500     |
| Бельгия (BEA) | Золотой       | 10 000   |
| Канада (Music Canada) | Золотой       | 40 000   |
| Дания (IFPI Danmark) | Золотой       | 10 000   |
| Франция (SNEP) | 2× Платиновый | 200 000  |
| Италия (FIMI) | 2× Платиновый | 100 000* |
| Польша (ZPAV) | Золотой       | 10 000   |
| Португалия (AFP) | Золотой       | 7,500^   |
| Испания (PROMUSICAE) | Золотой       | 20 000   |
| Великобритания (BPI) | Золотой       | 100 000  |
| * Данные о продажах приведены только на основе сертификации. ^ Данные о тиражах приведены только на основе сертификации. |               |          |